# Seropédica
Seropédica là một đô thị thuộc bang Rio de Janeiro, Brasil. Đô thị này có diện tích 283,794 km², dân số năm 2007 là 76788 người, mật độ 270,6 người/km².